# 635년

## 연호
- 당(唐) 정관(貞觀) 9년
- 신라(新羅) 인평(仁平) 2년

## 기년
- 당(唐) 태종(太宗) 9년
- 신라(新羅) 선덕여왕(善德女王) 4년
- 고구려(高句麗) 영류왕(榮留王) 18년
- 백제(百濟) 무왕(武王) 36년

## 사망
- 6월 25일 - 당나라의 초대 황제 고조.